# We Are the Night
We Are the Night is het zesde album van het Britse elektronicaduo The Chemical Brothers.

## Geschiedenis
Het album kwam op 27 juni 2007 uit. Onder andere rapper Willy Mason, Lightspeed Champion en Klaxons zijn als gastartiesten te horen op het album. Het album werd met goud bekroond door de BPI.
Bij de 50ste Grammy Awards-uitreiking op 10 februari 2008 wonnen The Chemical Brothers de prijs voor Beste Elektronische/Dance-album, waarmee ze onder andere † van Justice en Elements of Life van Tiësto achter zich lieten. Ze werden hierbij de enige band die ooit twee keer deze prijs won. In 2006 wonnen ze namelijk ook met hun album Push the Button uit 2005.
Op het album zijn samples te horen van geluiden die al op eerdere albums van The Chemical Brothers te horen waren. Zo bevat het nummer "We Are the Night" een sample van hun nummer "The Sunshine Underground" van Surrender.

## Nummers
Alle muziek en teksten zijn geschreven door Tom Rowlands en Ed Simons. 
| 1.                 | No Path to Follow (met Willy Mason)                                                           | 1:04 |
| 2.                 | We Are the Night                                                                              | 6:33 |
| 3.                 | All Rights Reversed (met Klaxons en Lightspeed Champion)                                      | 4:42 |
| 4.                 | Saturate                                                                                      | 4:49 |
| 5.                 | Do It Again (met Ali Love)                                                                    | 5:33 |
| 6.                 | Das Spiegel (Duits voor "De spiegel". Correcte Duitse spelling zou moeten zijn "Der Spiegel") | 5:51 |
| 7.                 | The Salmon Dance (met Fatlip)                                                                 | 3:40 |
| 8.                 | Burst Generator                                                                               | 6:51 |
| 9.                 | A Modern Midnight Conversation                                                                | 5:56 |
| 10.                | Battle Scars (met Willy Mason)                                                                | 5:50 |
| 11.                | Harpoons                                                                                      | 2:25 |
| 12.                | The Pills Won't Help You Now (met Tim Smith van Midlake)                                      | 6:35 |
| Totale duur: 60:18 |                                                                                               |      |

| Nr. | Titel                   | Duur |
| --- | ----------------------- | ---- |
| 1.  | Seal (met Juana Molina) | 4:40 |
| 2.  | The Rock Drill          | 5:09 |

| Nr. | Titel                   | Duur |
| --- | ----------------------- | ---- |
| 1.  | Seal (met Juana Molina) | 4:40 |
| 2.  | No Need                 | 5:14 |

## Bezetting
- Tom Rowlands - Diskjockey
- Ed Simons - Diskjockey

## Album Top100
| "We Are the Night" in de Nederlandse Album Top 100 - binnen: 07-07-2007 | "We Are the Night" in de Nederlandse Album Top 100 - binnen: 07-07-2007 | "We Are the Night" in de Nederlandse Album Top 100 - binnen: 07-07-2007 | "We Are the Night" in de Nederlandse Album Top 100 - binnen: 07-07-2007 | "We Are the Night" in de Nederlandse Album Top 100 - binnen: 07-07-2007 | "We Are the Night" in de Nederlandse Album Top 100 - binnen: 07-07-2007 | "We Are the Night" in de Nederlandse Album Top 100 - binnen: 07-07-2007 | "We Are the Night" in de Nederlandse Album Top 100 - binnen: 07-07-2007 | "We Are the Night" in de Nederlandse Album Top 100 - binnen: 07-07-2007 | "We Are the Night" in de Nederlandse Album Top 100 - binnen: 07-07-2007 | "We Are the Night" in de Nederlandse Album Top 100 - binnen: 07-07-2007 | "We Are the Night" in de Nederlandse Album Top 100 - binnen: 07-07-2007 |
| Week                                                                    | 1                                                                       | 2                                                                       | 3                                                                       | 4                                                                       | 5                                                                       | 6                                                                       | 7                                                                       | 8                                                                       | 9                                                                       | 10                                                                      | 11                                                                      |
| ----------------------------------------------------------------------- | ----------------------------------------------------------------------- | ----------------------------------------------------------------------- | ----------------------------------------------------------------------- | ----------------------------------------------------------------------- | ----------------------------------------------------------------------- | ----------------------------------------------------------------------- | ----------------------------------------------------------------------- | ----------------------------------------------------------------------- | ----------------------------------------------------------------------- | ----------------------------------------------------------------------- | ----------------------------------------------------------------------- |
| Nummer                                                                  | 17                                                                      | 26                                                                      | 35                                                                      | 42                                                                      | 46                                                                      | 57                                                                      | 71                                                                      | 75                                                                      | 74                                                                      | 90                                                                      | 96                                                                      |